# باول بلاكويل (لاعب كرة قدم)
باول بلاكويل (بالإنجليزية: Paul Blackwell)‏ (13 يناير 1963 في المملكة المتحدة - ) هو مدرب كرة قدم ولاعب كرة قدم ويلزي في مركز الوسط. لعب مع نادي ريل ونادي تشستر سيتي.